# Palaeoctopus
Palaeoctopus newboldi
Genre
Espèce
Palaeoctopus est un genre fossile de coléoïdes, apparenté aux Octopoda, c'est-à-dire aux pieuvres. Les fossiles rattachés à ce genre ont été datés du Crétacé supérieur entre 89 et 71 Ma (millions d'années). Selon Paleobiology Database en 2025, ce genre est resté monotypique avec une seule espèce Palaeoctopus  newboldi.

## Historique
L'holotype Palaeoctopus  newboldi présent au Musée d'histoire naturelle de Londres a été découvert sur le Mont Liban, sous le couvent Sahel-el-Alma,,.
Une nouvelle espèce découverte dans les calcaires du Turonien inférieur de Vallecillo au Mexique avait été décrite par Fuchs et ses collaborateurs en 2008 sous le nom de « Palaeoctopus pelagicus ». Ce fossile a été réinterprété depuis (2010) comme une plaque gulaire (os situé sous la gorge) de cœlacanthe.

### Fossiles
Selon Paleobiology Database en 2025, ce genre Palaeoctopus a deux collections référencées de fossiles. Ces collections sont du Santonien supérieur du Crétacé supérieur, c'est-à-dire datent de 85,7 à 83,6 Ma avant notre ère.

### Liste des espèces
- Palaeoctopus newboldi Woodward, 1896

## Description
Palaeoctopus présente une « plume » ou gladius (organe corné situé dans le manteau) en deux parties. Ce genre est pressenti comme pouvant être apparenté à l'ancêtre des Octopoda modernes. Il aurait évolué à partir d'une espèce proche de Teudopsis. Certains fossiles suggèrent que les spécimens de ce genre ne pouvaient être pélagiques mais plutôt côtiers.

### Publication originale
- [1896] (en) Woodward, « Calais newboldi », The Geological Magazine, vol. New Series, Decade IV,‎ 1896, p. 3:567 (DOI 10.1017/s0016756800135022).